# Róża Maria Goździewska
Róża Maria Goździewska (pronunciación en polaco: /ˈruʐa ˈmarʲja ɡɔʑˈd͡ʑɛfska/; también conocida como Różyczka Goździewska; 31 de marzo de 1936 - 29 de octubre de 1989) fue una enfermera polaca, conocida como la enfermera más joven del Levantamiento de Varsovia de 1944, cuando era solo una niña.

## Biografía
En su infancia, su padre fue asesinado por la Gestapo en 1943. Un año después, el 1 de agosto, la ciudad de Varsovia se vio envuelta en el levantamiento contra los ocupantes alemanes, con la población civil atrapada en el medio. Varios niños soldados participaron en los combates del lado de los insurgentes polacos.
Estuvo ayudando en el hospital de campaña en el número 11 de la calle Moniuszki en Varsovia. Se la describió como enfermera porque hacía sonreír a los pacientes, les llevaba agua para beber y trataba de eliminar las moscas. Ese hospital de campaña estaba asociado con el Ejército Nacional de los insurgentes polacos. Su pariente, Jadwiga Obretenny, de 19 años en ese momento, también fue enfermera en el Levantamiento.
A principios de agosto de 1944, fue fotografiada con un brazalete de la cruz roja. El Levantamiento, después de sufrir grandes bajas entre los participantes civiles, fue finalmente aplastado por los alemanes el 2 de octubre. Ella y su hermana sobrevivieron a la guerra. Posteriormente se graduó en la Universidad Tecnológica de Silesia y en 1958 emigró a Francia, donde se casó y tuvo dos hijos. Murió el 29 de octubre de 1989. 

## Remembranza
A principios del siglo XXI, su foto ganó reconocimiento, habiendo sido utilizada en varios materiales publicados por el Museo del Levantamiento de Varsovia. Su foto fue coloreada en la década de 2010 y, a finales de esa década, se describió como "bien conocida"  e incluso como una de las fotografías más famosas del Levantamiento de Varsovia.